# جورج أ. هيرش
جورج أ. هيرش (بالإنجليزية: George A. Hirsch)‏ هو عداء مراثوني وصحفي أمريكي، ولد في 21 يونيو 1934 في نيويورك في الولايات المتحدة.